# 올리버 비어호프
올리버 비어호프(독일어: Oliver Bierhoff, 1968년 5월 1일 ~ )는 독일의 전 축구 선수, 현 행정가이다. 타겟형 스트라이커로 뛰어난 공중볼 장악과 헤딩 능력으로 유명했다.
골든골 제도가 처음 시행된 국제 대회인 UEFA 유로 1996 결승전에서 최초로 골든골을 기록한 선수이다.

## 선수 생활
바덴뷔르템베르크주 카를스루에에서 태어난 비어호프는 1985년부터 2003년까지 선수 생활을 하였으며, 그는 바이어 위르딩겐, 함부르거 SV, 보루시아 뮌헨글라트바흐, 아우스트리아 잘츠부르크, 아스콜리 칼초, 우디네세 칼초, AC 밀란, AS 모나코, 키에보베로나에서 선수 생활을 하였다. 그는 세리에 A에서 103골을 득점한 선수로, 이 기록은 이탈리아인이 아닌 외국인이 최다 득점한 기록이다. 1997-98 시즌 세리에 A에서 그는 27골을 넣기도 하였다.
하지만 비어호프는 분데스리가에선 성공하지 못하였다. 독일에서 성공하지 못한 그는 오스트리아 분데스리가에서 기회를 잡았고, 이 기회를 통해 최고의 선수로 거듭나게 되었다. 이를 계기로 그는 세리에 A의 클럽인 아스콜리로 이적을 하게 되었고, 우디네세 소속 시절에는 알베르토 자케로니 감독의 지휘 아래 성공을 거둬, 독일 대표팀에 발탁되는 계기가 되었다.
비어호프는 독일 대표팀에서 70경기에 출장해 37골을 득점하였고, 그는 UEFA 유로 1996 결승전에서 체코를 상대로 2골을 득점해 독일의 우승을 이끌었다. 이후 UEFA 유로 2000과 1998년 FIFA 월드컵, 2002년 FIFA 월드컵에서 독일 대표팀의 일원으로 출전하였다.
비어호프의 문제점은 지나치게 독일답다는 점이다. 부족한 개인기를 헤더와 몸싸움으로만 일관하는 독일 축구 특유의 특징을 그대로 답습하는 선수로서, 이 때문에 독일이 크로아티아에 패하게 되는 빌미를 제공한 선수들 중 한 명이 비어호프다.

## 지도자
2003년에 은퇴한 후에는 행정가로 활동 중이다. 2004년부터 독일 축구 국가대표팀의 단장을 맡아 왔으며, 2014년 FIFA 월드컵에서 통일 독일의 첫 우승을 맛보았다.
그러나 2018년과 2022년 월드컵에서 독일이 졸전을 벌이며 2연속으로 조별리그에서 탈락한 데다가, 2022년 FIFA 월드컵에는 조별리그 도중 몇몇 국가대표 선수들과 마찰을 일으켜 구설수에 올랐다. 또한 월드컵 시즌 중에 이용할 독일 국가대표팀의 숙소를 도하에서 지나치게 멀리 떨어진 곳에 잡았다는 사실이 알려지며, 비어호프에 대한 비판이 갈수록 늘어났다.
결국 독일이 2022년 FIFA 월드컵 조별예선에서 탈락하자 독일 축구 연맹이 비어호프에게 2연속 월드컵 조별리그 탈락의 책임을 물었고, 사임하지 않겠다고 버텼던 비어호프는 국가대표팀 단장직에서 전격 해임됐다. 후임 단장은 루디 푈러가 선임됐다.

## 수상

#### 밀란
- 세리에 A : 1998-99

#### 독일
- UEFA 유럽 축구 선수권 대회 : 우승 (1996)
- FIFA 월드컵 : 준우승 (2002)

### 개인
- 독일 올해의 축구 선수 : 1998
- 세리에 A 득점왕 : 1997-98
- 세리에 B 득점왕 : 1992-93
- 독일 올해의 골 : 1996
- 은월계잎장 : 1996
- AC밀란 명예의 전당
- 키커 랑리스테 : WK 2회, IK 7회, NK 4회